# ヴィオレッタ (小惑星)
ヴィオレッタ (557 Violetta) は小惑星帯の小惑星である。マックス・ヴォルフによってハイデルベルクのケーニッヒシュトゥール天文台で発見された。
アレクサンドル・デュマ・フィスの小説『椿姫』を原作としたジュゼッペ・ヴェルディ作のオペラ『椿姫』の登場人物に因んで命名された。